# Charles Ravn
Hans Charles Ravn (23. března 1889 – 26. srpna 1963) byl norský fotograf aktivní v obci Ofoten v Ballangenu. Ve své době, asi až do roku 1955, byl jediný fotograf v Ballangenu. Fotografické řemeslo měl jako své jediné zaměstnání a temnou komoru měl v domě, kde žil.

## Životopis
Žádné jeho fotografické vybavení se nedochovalo, avšak jeho fotoarchiv je zachován v archivu v Nordlandu dodnes (2015). Raven také pracoval jako historik, genealog a astrolog. Kromě toho byl vášnivým spisovatelem deníků, kde psal různé události v místní komunitě v Kjeldebotnu a Ballangenu. Také pečlivě zapisoval všechny své fotografie do deníku (katalogu).
Když fotograf Ravn v roce 1963 zemřel, nebyl tu nikdo, kdo by jeho fotografie chtěl koupit nebo převzít. Všechen jeho majetek, včetně fotografií, byl transportován na pobřeží Kjeldebotn v Ballangenu, kde fotograf žil, aby bylo vše spáleno. Sbírku náhodou zachránil otec Ivara Skoglunda, který ji pak uložil do archivu v Nordlandu.
Dochovalo se také několik katalogů a deníků a čerpají z nich lokální historikové a jsou uloženy v archivu v Nordlandu.

## Galerie

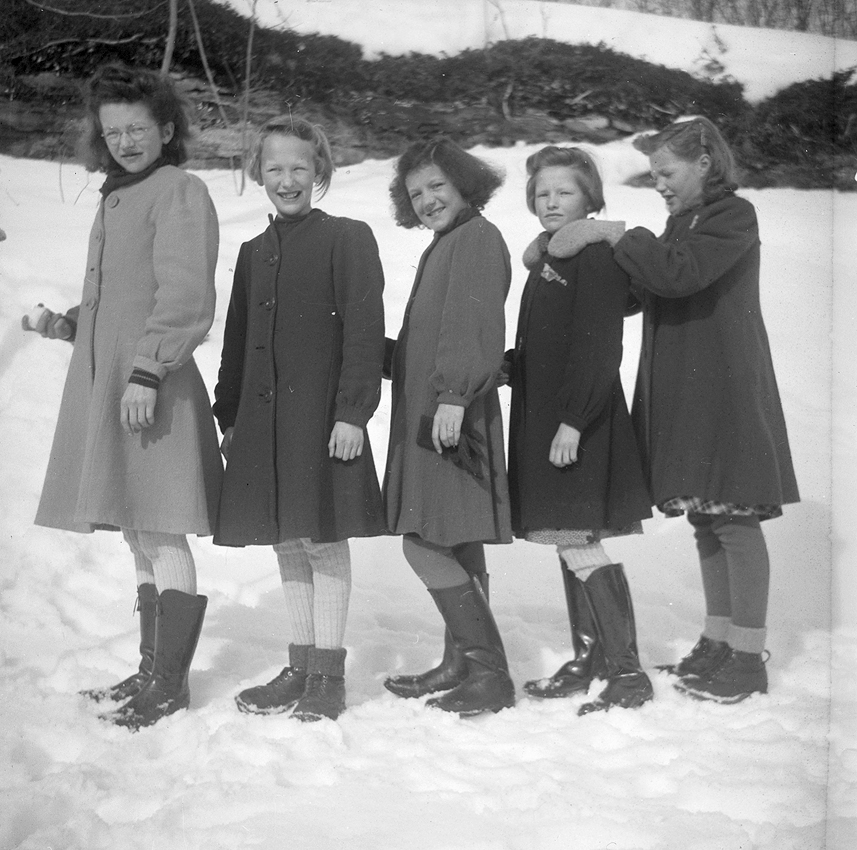
Ballangen, Norsko, 1920–1940
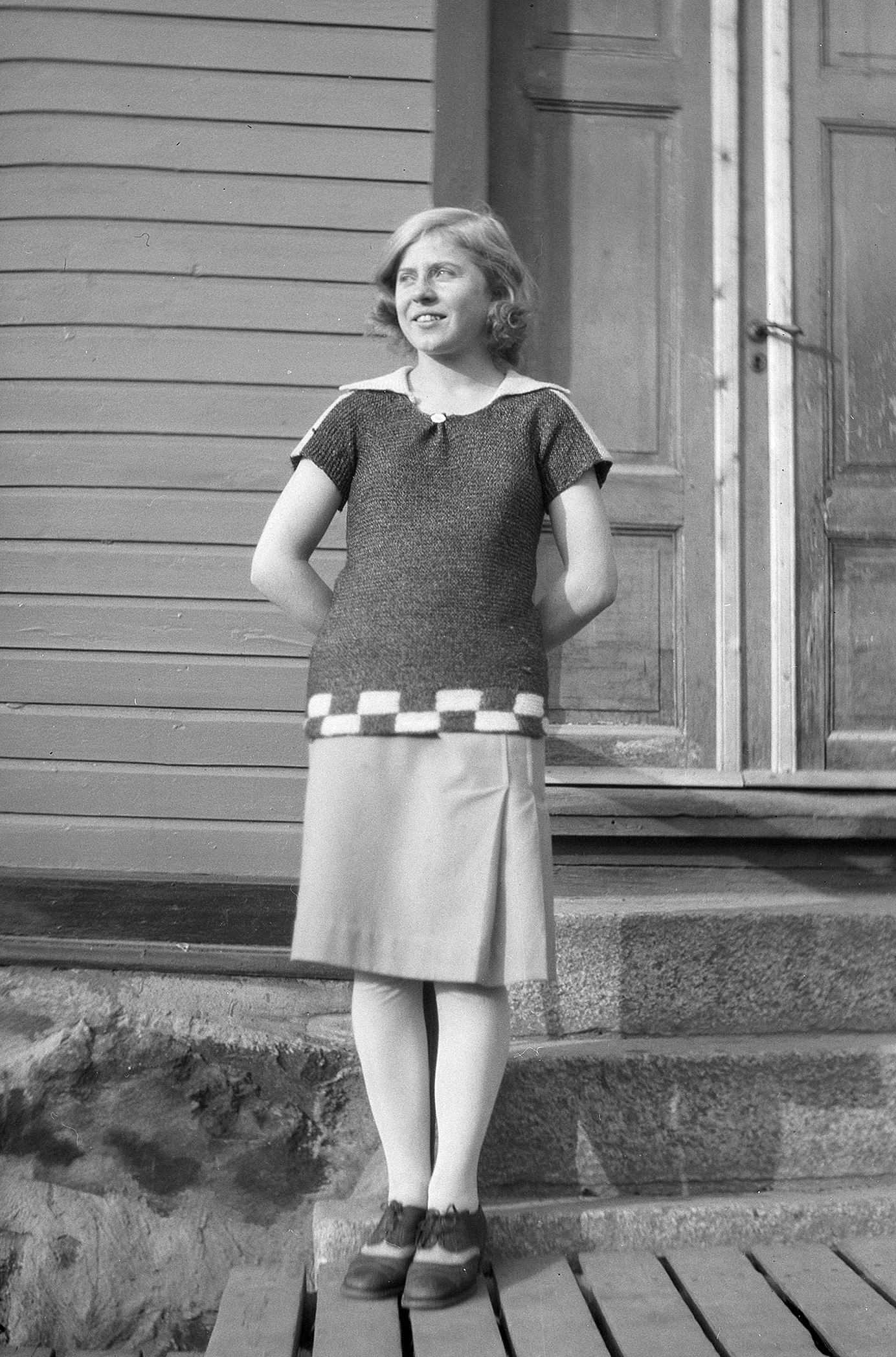
Ballangen, Norsko, 1930–1940
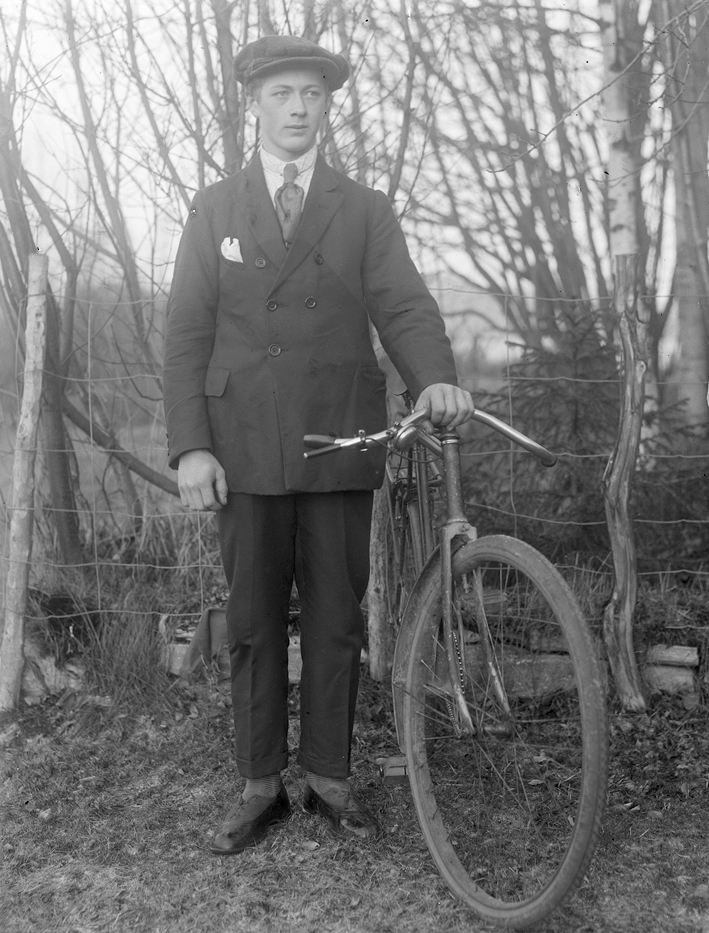
Ballangen, Norsko, 1920–1940
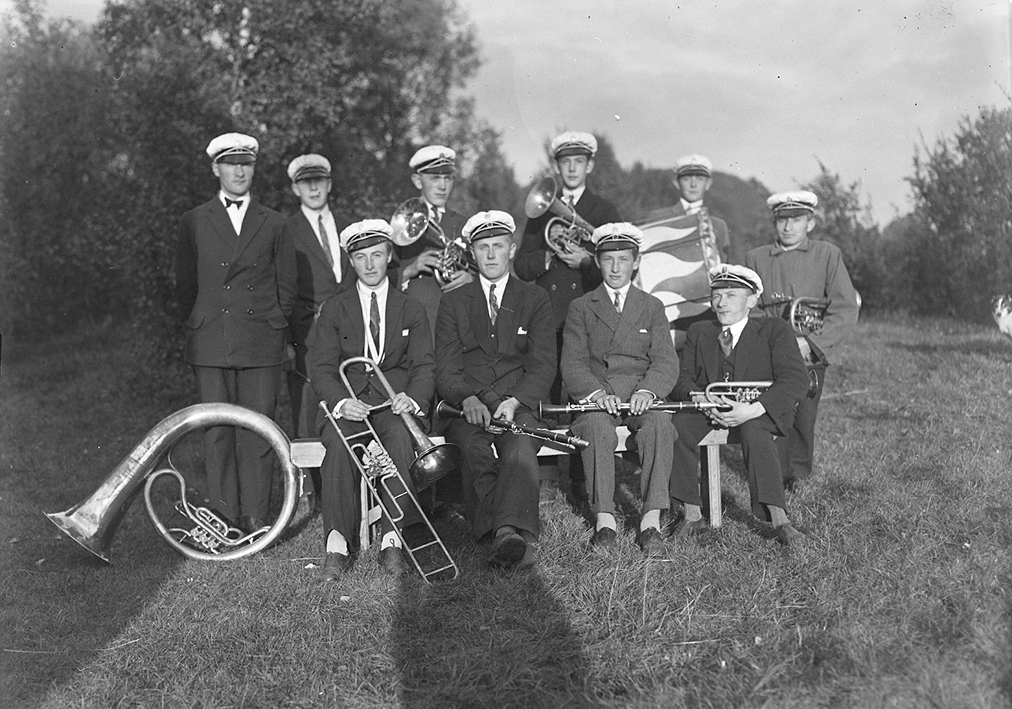
Ballangen, Norsko, 1920–1940
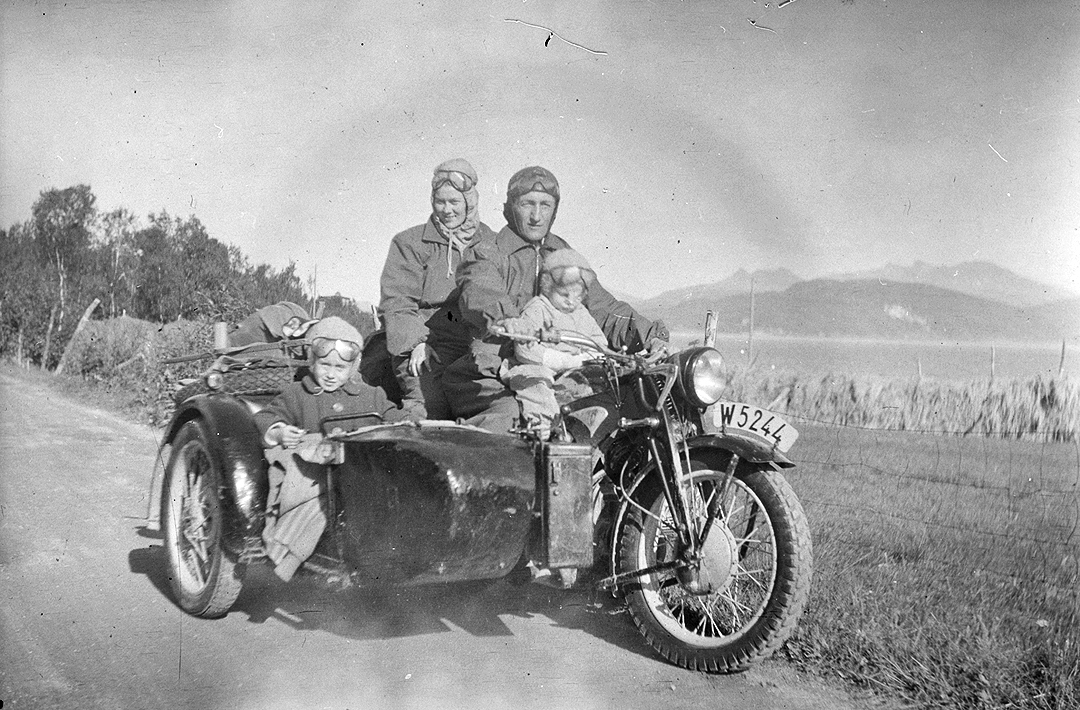
Jarle Sollund se svou rodinou, Ballangen, 1946
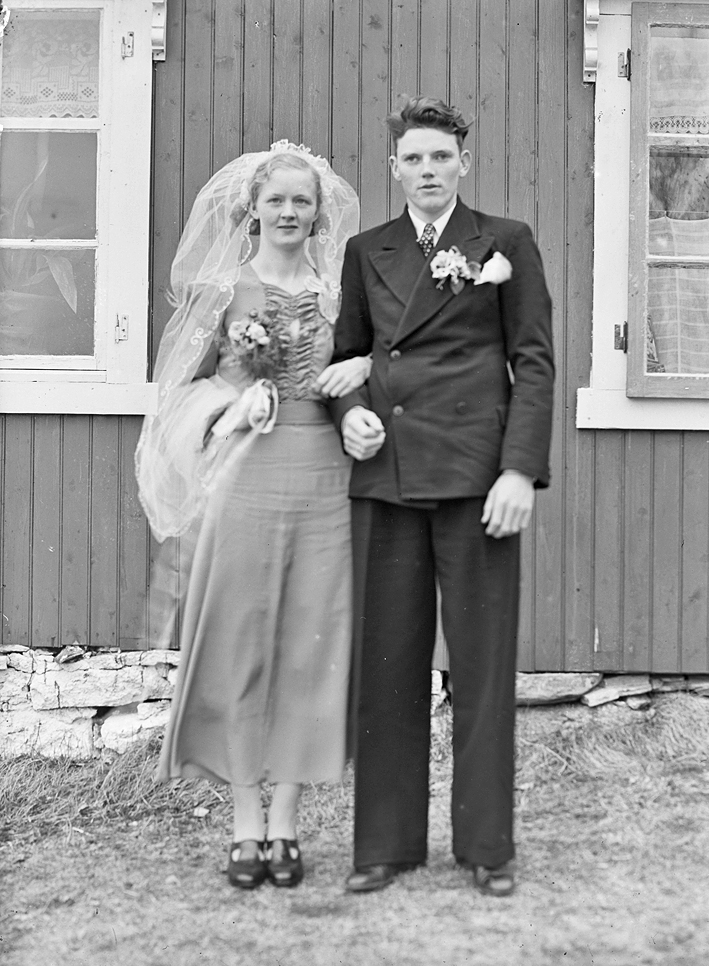
Ballangen, 1920–1930
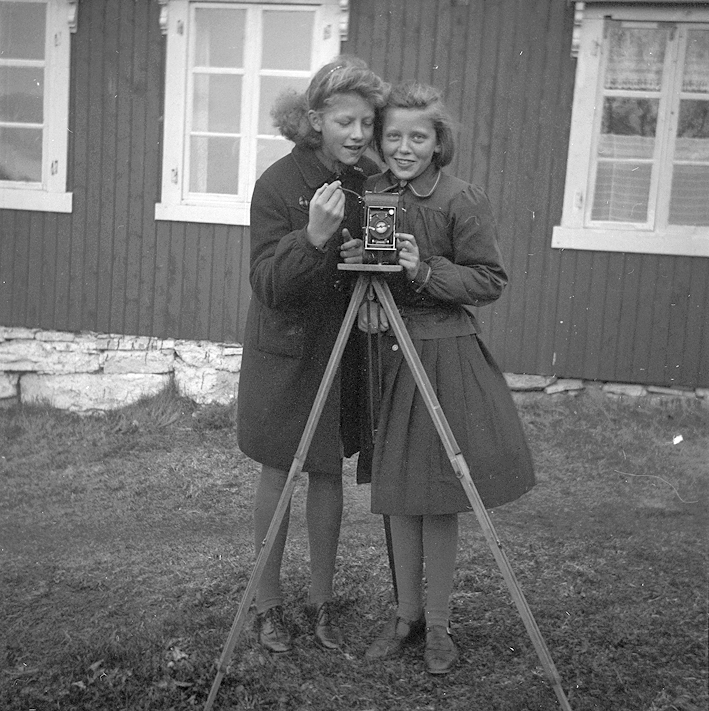
Ballangen, 1920–1940
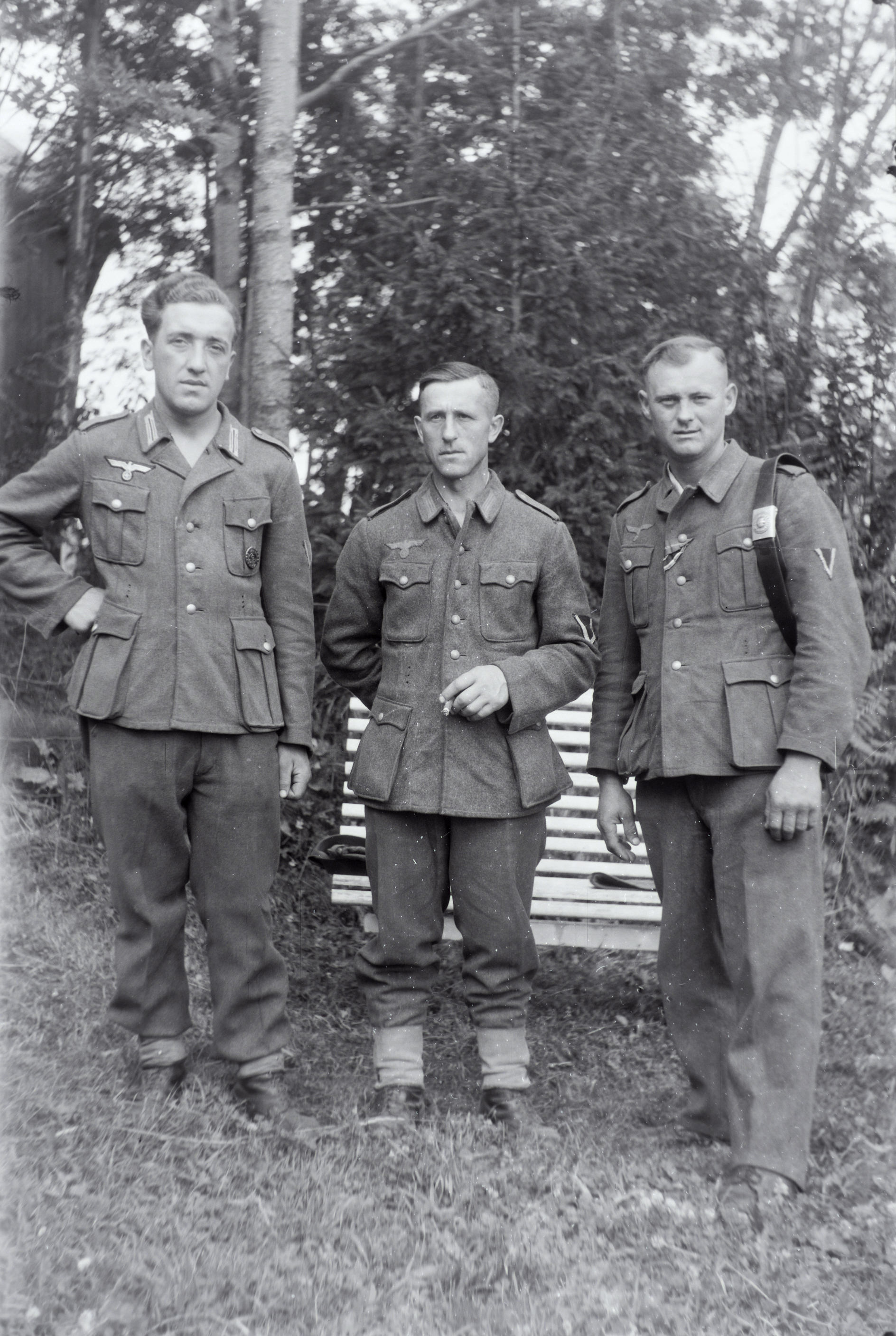
Koch, Gonnermann a Giesa, Ballangen